# Patna
Patna  (in hindi  पटना) è una suddivisione dell'India, classificata come municipal corporation, di circa 1.695.000 abitanti, capoluogo del distretto di Patna e della divisione di Patna, nello stato federato del Bihar, di cui è la capitale. In base al numero di abitanti la città rientra nella classe I (da 100.000 abitanti in su).
Patna ospita a poca distanza innumerevoli luoghi di pellegrinaggio buddhisti, giainisti e sikhisti. Il nome deriva probabilmente da Patan, il nome della devi protettrice della città, o da pattan ("porto" in sanscrito), in quanto la città si trova alla confluenza di quattro fiumi (Gange, Ghagra, Son e Gandak). Nel corso della storia la città è stata conosciuta con molti altri nomi, ad esempio Pataligram, Pataliputra, Kusumpur, Pushpapura e Azimabad.

## Geografia fisica

### Territorio
La città è situata a 25° 36' 0 N e 85° 7' 0 E e ha un'altitudine di 49 m s.l.m..

### Clima
Il clima di Patna secondo la classificazione di Köppen è Cwa.
| Patna               | Mesi | Mesi | Mesi | Mesi | Mesi | Mesi  | Mesi  | Mesi  | Mesi  | Mesi | Mesi | Mesi | Stagioni | Stagioni | Stagioni | Stagioni | Anno    |
| Patna               | Gen  | Feb  | Mar  | Apr  | Mag  | Giu   | Lug   | Ago   | Set   | Ott  | Nov  | Dic  | Inv      | Pri      | Est      | Aut      | Anno    |
| ------------------- | ---- | ---- | ---- | ---- | ---- | ----- | ----- | ----- | ----- | ---- | ---- | ---- | -------- | -------- | -------- | -------- | ------- |
| T. max. media (°C)  | 23,3 | 26,5 | 32,6 | 37,7 | 38,9 | 36,7  | 33,0  | 32,4  | 32,3  | 31,5 | 28,8 | 24,7 | 24,8     | 36,4     | 34,0     | 30,9     | 31,5    |
| T. min. media (°C)  | 9,2  | 11,6 | 16,4 | 22,3 | 25,2 | 26,7  | 26,2  | 26,1  | 25,4  | 21,8 | 14,7 | 9,9  | 10,2     | 21,3     | 26,3     | 20,6     | 19,6    |
| Precipitazioni (mm) | 18,9 | 10,7 | 11,4 | 7,6  | 33,3 | 134,2 | 305,8 | 274,4 | 226,9 | 93,8 | 8,9  | 4,1  | 33,7     | 52,3     | 714,4    | 329,6    | 1 130,0 |
| Giorni di pioggia   | 1,3  | 1,1  | 1,0  | 0,9  | 2,0  | 6,4   | 13,2  | 12,8  | 9,8   | 3,3  | 0,4  | 0,5  | 2,9      | 3,9      | 32,4     | 13,5     | 52,7    |

## Storia
Secondo la leggenda, la città fu creata magicamente dal re Putraka per sua moglie Patali, e venne chiamata Pataligram ("villaggio di Patali"); quando Patali ebbe un bambino, il villaggio fu chiamato Pataliputra ("figlio di Patali").
Da una prospettiva storica, le prime menzioni della città di Pataliputra risalgono al 490 a.C. quando il re Ajātashatru di Magadha, in guerra con il regno di Licchavis, spostò la capitale da Rajgriha, una roccaforte di collina, alle rive del Gange. Con l'ascesa dell'impero Maurya, venne scelta da Chandragupta Maurya come capitale dell'impero. All'epoca la città era prevalentemente edificata con strutture di legno; secondo la tradizione le prime costruzioni in pietra furono realizzate dal re Aśoka Maurya. Le prime descrizioni di Pataliputra si devono al geografo Megastene, che serviva come ambasciatore dei Seleucidi presso i Maurya verso la fine del regno di Chandragupta; nel suo Indiká chiama la città Palíbothra (Παλίβοθρα), e dice che si trovava alla confluenza dei fiumi Gángēs (Γάγγης) e Erannobóa (Ἐραννοβόα).
Patna rimase capitale sotto l'impero Gupta, ma a causa dell'amministrazione decentralizzata adottata dai nuovi regnanti perse gradualmente di importanza. Nel XII secolo fu conquistata dai turchi di Ikhtiyar Uddin Muhammad Bin Bakhtiyar Khalji, e sotto i nuovi regnanti islamici molte vestigia induiste e buddhiste furono distrutte; essendo molti centri di apprendimento dei templi o monasteri delle due religioni, la città perse il suo ruolo di centro culturale e religioso del Paese.
Sotto i Gran Mogol fu amministrata centralmente da Delhi ed ebbe una certa ripresa solo a metà del XVI secolo sotto Sher Shah Suri, che vi costruì un fortino e una moschea (quest'ultima ancora esistente) sulle rive del Gange. Nel 1574 il Gran Mogol Akbar entrò nella città sconfiggendo Daud Khan, e il suo segretario di stato e biografo descrisse la città come un centro molto attivo nella produzione di carta, pietra, vetro e riso, nella varietà che divenne nota appunto come "riso Patna" in Europa. Il Gran Mogol Aurangzeb nel 1704 rinominò la città Azimabad in onore di suo nipote Muhammad Azim.
Durante il XVII secolo, Patna divenne un centro di commercio internazionale; i britannici vi posero una base per il commercio di calicò e seta, e poi anche salnitro. Peter Mundy, nel 1632, chiamò questo "il più grande mercato della regione orientale". I traffici continuarono con il passaggio della città, nel 1765 con la battaglia di Buxar, alla Compagnia Inglese delle Indie Orientali.
Nel 1912, Patna divenne il capoluogo della provincia di Orissa, e si configurò presto come un centro strategico per il commercio; i britannici vi costruirono strutture imponenti, soprattutto ad opera dell'architetto I. F. Munnings. Molte di queste opere rivelano influenze indo-saracene (come il Museo di Patna e l'Assemblea di Stato), rinascimentali (come il Raj Bhawan o la High Court), o falso-rinascimentali (come il GPO, General Post Office, e il Vecchio Segretariato). Secondo alcuni gli esperimenti architettonici a Patna furono la base per la costruzione della capitale imperiale Nuova Delhi.
Nel 1935 le province di Orissa e Bihar vennero separate, e Patna divenne capoluogo della seconda. La città partecipò attivamente al movimento d'indipendenza indiano, aderendo nel 1942 al movimento Quit India. Con l'indipendenza indiana nel 1947 divenne la capitale del nuovo stato di Bihar, dal quale nel 2000 si è separato lo stato di Jharkhand.

## Società

### Evoluzione demografica

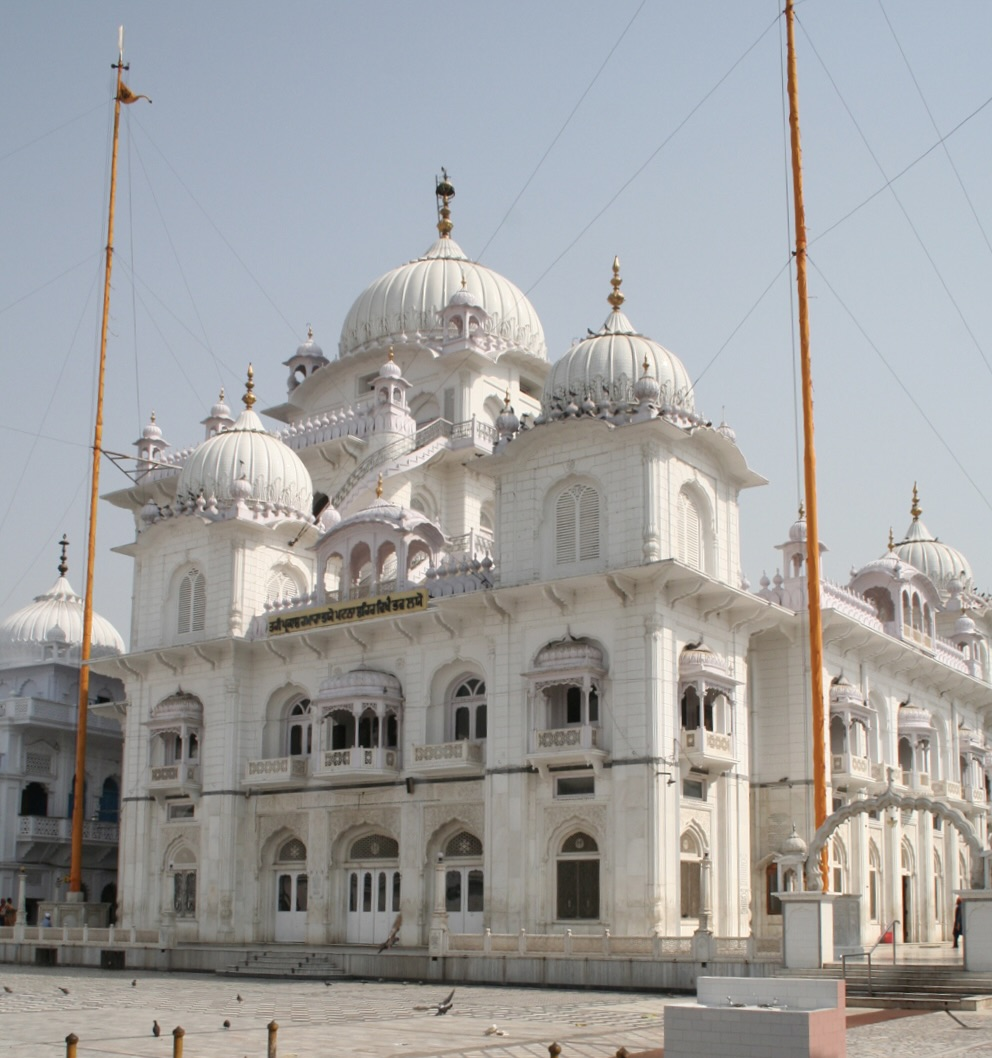
Il tempio sikh di Patna

Al censimento del 2001 la popolazione di Patna assommava a 1.376.950 persone, delle quali 749.868 maschi e 627.082 femmine. I bambini di età inferiore o uguale ai sei anni assommavano a 175.151, dei quali 91.810 maschi e 83.341 femmine. Infine, coloro che erano in grado di saper almeno leggere e scrivere erano 983.884, dei quali 575.205 maschi e 408.679 femmine.
Nel 2004 la scolarizzazione aveva raggiunto il 62,9% dei maschi e il 50,8% delle femmine.
Nella città si parla lo hindi come nel resto del Bihar, ma a causa della lunga storia di colonizzazione britannica l'inglese è molto diffuso; inoltre si parla l'autoctono magahi, le varie lingue tipiche del Bihar (angika, bhojpuri, e maithili), e minoritariamente anche urdu, bengali, e oriya.
La tradizione a Patna concede alle donne ampia voce negli affari di famiglia, ma nelle aree rurali la condizione femminile sta retrocedendo, mentre nelle aree più urbanizzate molte donne intraprendono lavori fuori casa. Le famiglie sono tradizionalmente molto ampie, nonostante le pressioni governative per ridurre la pressione demografica, e famiglie estese vivono spesso nella stessa casa per motivi economici; le famiglie esercitano un forte controllo sui propri membri, e la volontà della famiglia viene considerata superiore a quella dell'individuo. Molti matrimoni sono tuttora arrangiati dai genitori, spesso in base alla casta, e le cerimonie matrimoniali sono sfarzose ed elaborate; sebbene la pratica sia illegale, può capitare che i genitori della sposa offrano una dote allo sposo.

## Monumenti e luoghi d'interesse

### Golghar

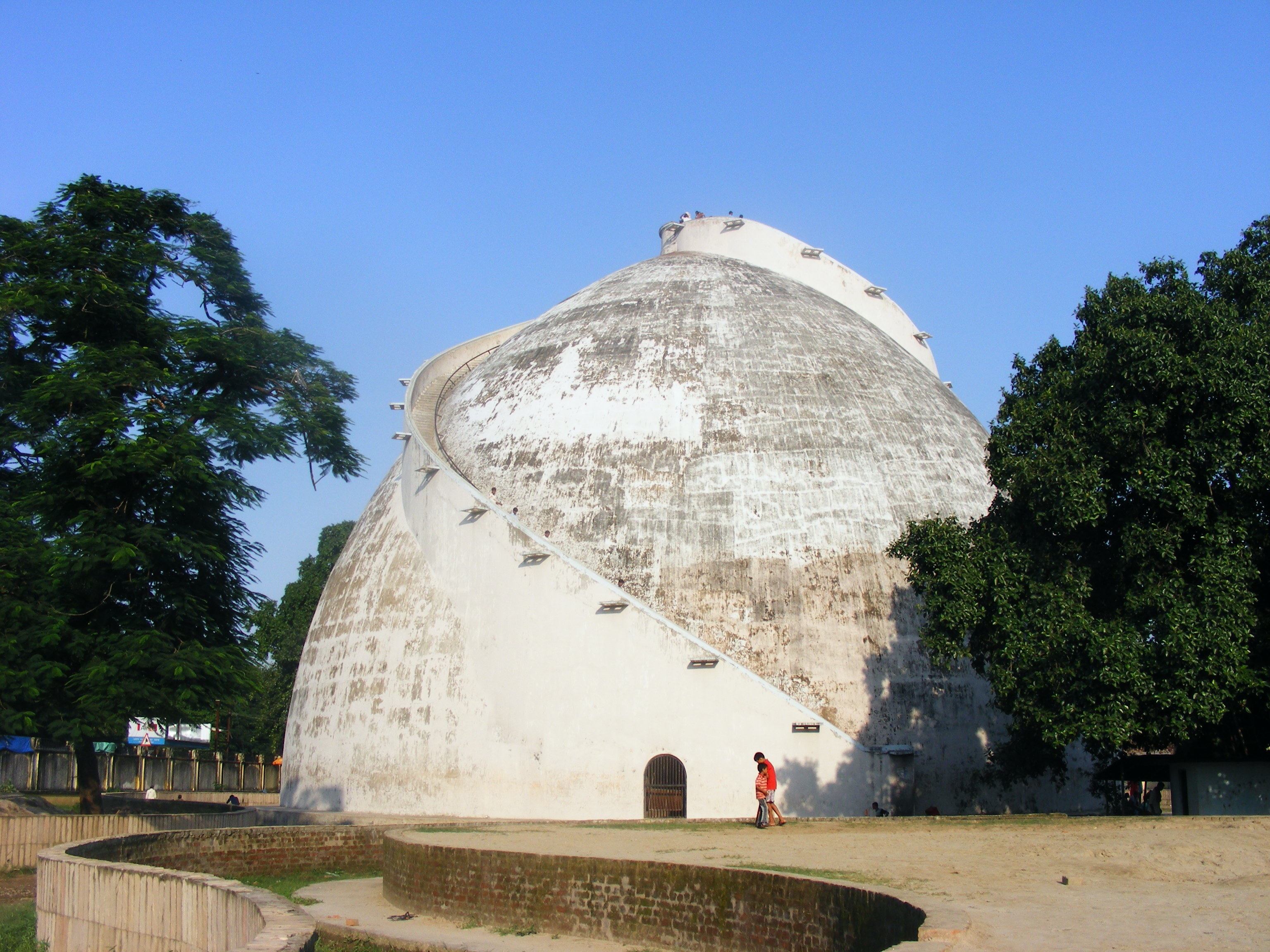
Il Golghar a Patna

Il Golghar (in hindi: , cioè letteralmente casa rotonda) è un granaio costruito nel XVIII secolo a forma di cupola, che assomiglia ad un gigantesco alveare. Fu costruito nel 1786 dal capitano inglese John Garstin per immagazzinare il grano per sopperire alle frequenti carestie; curiosamente la struttura non fu mai utilizzata ed ora rappresenta uno dei simboli della città.
Il granaio è alto 29 m ed ha una base rotonda di 125 m di circonferenza, che via via si restringe. La capacità calcolata della struttura è di 124.125 tonnellate. Due scalinate esterne salgono a spirale verso la cima; ad intervalli regolari sono poste delle piattaforme. L'intenzione iniziale era quella di portare a mano il grano fino in cima e da lì versarlo all'interno per mezzo di un foro al centro della cupola. Ora è utilizzata solo per scopi turistici e la maggiore attrattiva è il potente eco che rimbomba entro la cupola vuota. Inoltre, dalla cima si può godere una splendida visuale sulla città e sul fiume Gange.

## Cucina
L'alimentazione tipica è composta di bhat, dal, roti, tarkari e achar, cioè riso, lenticchie, farina, verdura e conserve di frutta. Tradizionalmente, l'olio di senape è molto usato. Il khichdi, un brodo di riso e lenticchie condito con spezie e altri ingredienti variabili, è il pranzo tipico del sabato.